# Маріус Адамоніс
Маріус Адамоніс (лит. Marius Adamonis; нар. 13 травня 1997, Паневежис, Литва) — литовський футболіст, воротар італійського клубу «Катанія».

## Клубна кар'єра
Маріус Адамоніс є вихованцем футбольного клубу «Атлантас» з міста Клайпеда. У першій команді воротар дебютував 26 вересня 2015 року. Взимку 2016 року Адамоніс відправився в піврічну оренду до англійського «Борнмут» але так і не зіграв жодного матчу в основі і повернувся до Литви.
А у серпні ьлшл року Маріус підписав контракт з італійським «Лаціо», та майже одразу для набору ігрової практики був направлений в оренду у клуб Серії В «Салернітана». Протягом всього часу Адамоніс грав у різних клубах нижчих італійських дивізіонів на правах оренди. У жовтні 2020 року воротар знову відбув до «Салернітани», разом з якою у тому сезоні виборов право на підаищення в класі до Серії А. Та перед початком сезону 2021/22 Адамоніс повернувся до «Лаціо».
Так і не дебютувавши в іграх за головну команду римського клубу, за два роки, влітку 2023, був знову відданий в оренду, цього разу до третьолігової «Перуджі».
29 червня 2024 року перейшов до клубу «Катанія».

## Збірна
У червні 2019 року Маріус Адамоніс отримав перший виклик до національної збірної Литви на матчі відбору до Євро 2020 але на поле тоді він так і не  вийшов.